# Пирапора-ду-Бон-Жезус
Пирапора-ду-Бон-Жезус (порт. Pirapora do Bom Jesus)  —  муниципалитет в Бразилии, входит в штат Сан-Паулу. Составная часть мезорегиона Агломерация Сан-Паулу. Находится в составе крупной городской агломерации Агломерация Сан-Паулу. Входит в экономико-статистический  микрорегион Озаску. Население составляет 15 676 человек на 2006 год. Занимает площадь 108,257 км². Плотность населения — 144,8 чел./км².

## Статистика
- Валовой внутренний продукт на 2003 составляет 106.672.755,00 реалов (данные: Бразильский институт географии и статистики).
- Валовой внутренний продукт на душу населения на 2003 составляет 7.527,54 реалов (данные: Бразильский институт географии и статистики).
- Индекс развития человеческого потенциала на 2000 составляет 0,767  (данные: Программа развития ООН).

## География
Климат местности: субтропический. В соответствии с классификацией Кёппена, климат относится к категории Cfa.

## Галерея

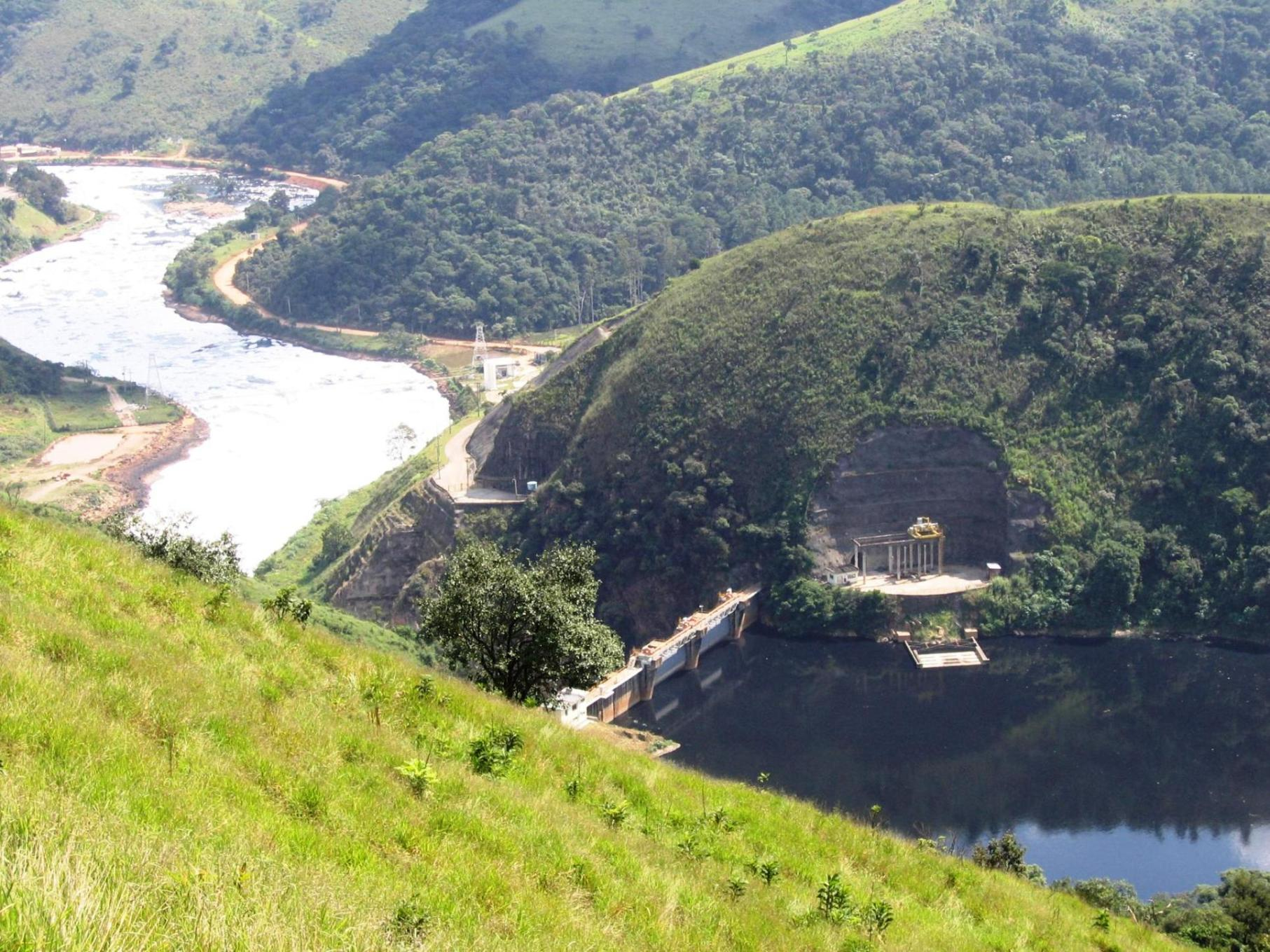
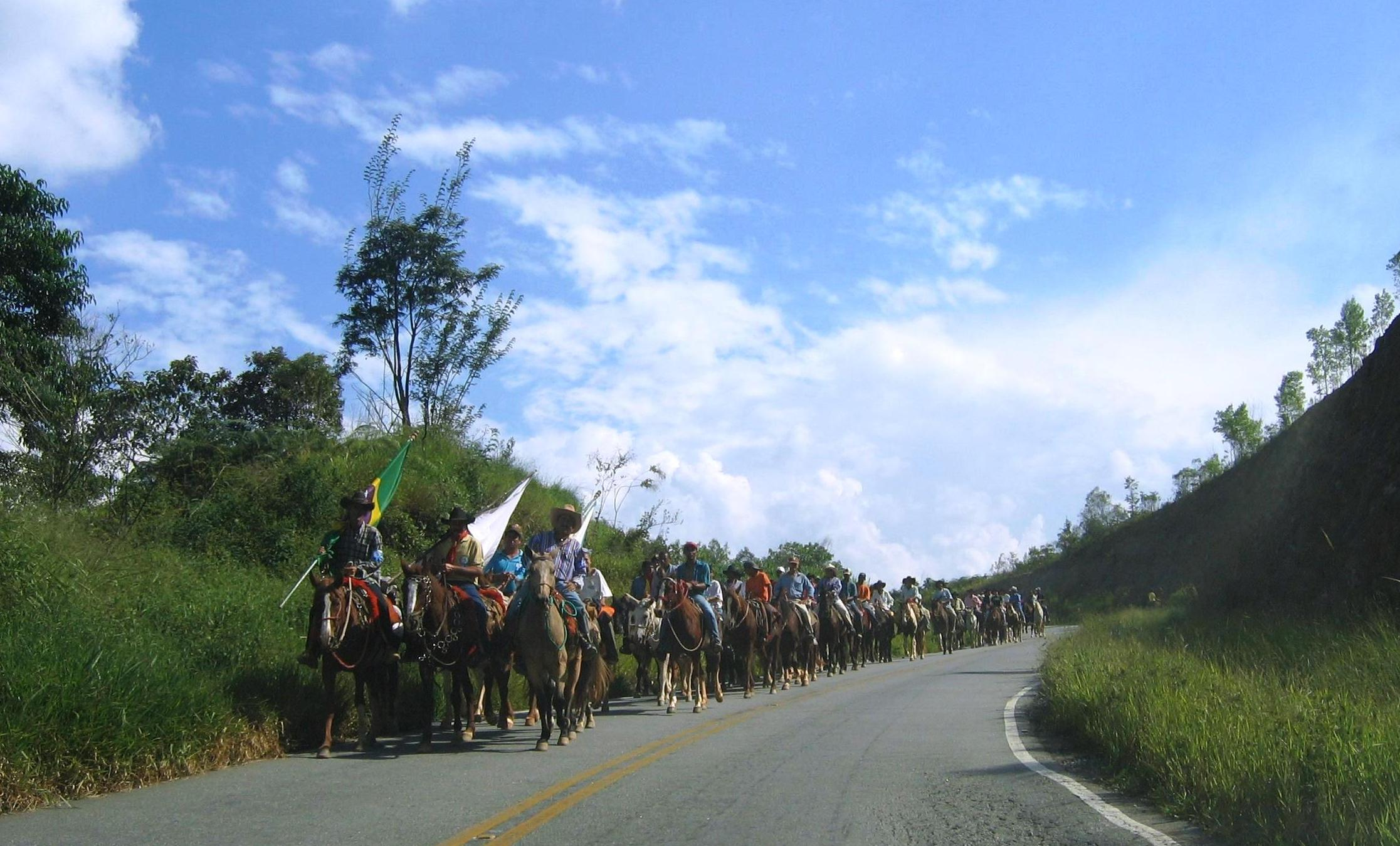
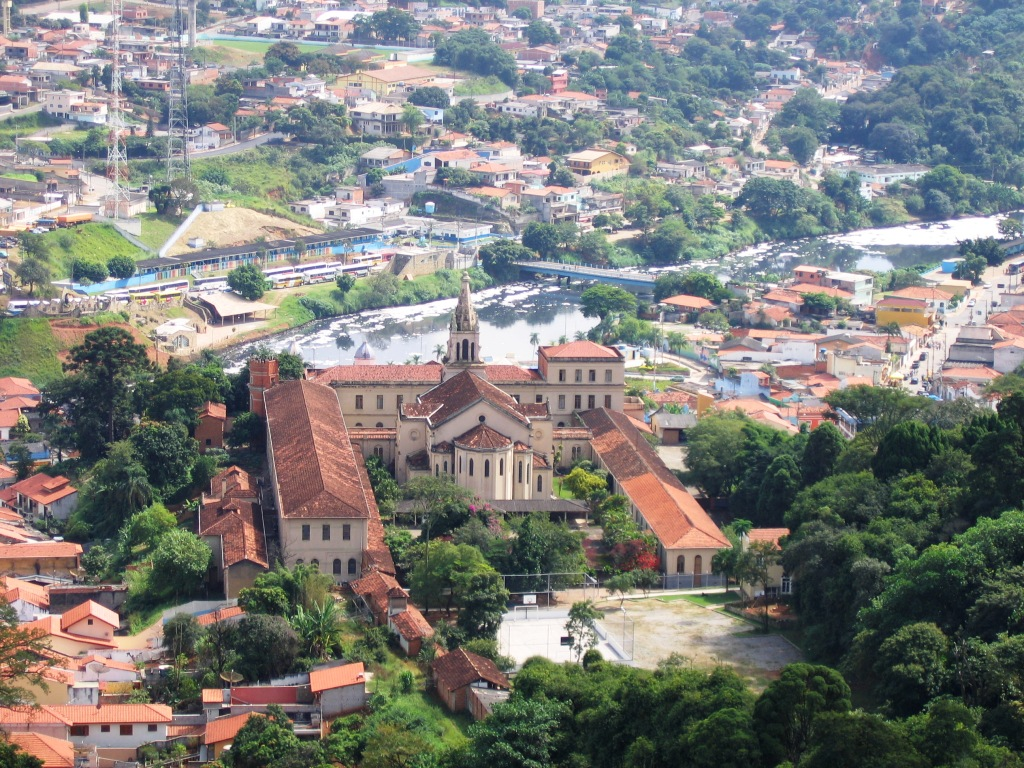
Собор